# Ameziniummetilsulfat
Ameziniummetilsulfat ist ein Arzneistoff aus der Gruppe der indirekten Sympathomimetika.
Es wirkt durch das Hemmen des Abbaus von Noradrenalin im Körper und sorgt daher für eine Erhöhung der Konzentration dieses Hormons. Dabei wirkt das Noradrenalin vor allem an den Blutgefäßen. Diese ziehen sich zusammen, was eine Erhöhung des Blutdrucks bewirkt und darüber hinaus die Durchblutung der Organe verbessert. Die Leistung des Herzens (Pumpkraft) wird dadurch kaum verändert. Es kann reflektorisch zu einer Senkung, bei hohen Dosen hingegen auch zu einer Steigerung der Herzfrequenz kommen.
Ameziniummetilsulfat wird als Arzneimittel verwendet zur peroralen Behandlung von Blutdruckabfall durch Kreislaufregulationsstörungen, die bei aufrechter Körperhaltung (beispielsweise längeres Stehen) entstehen können (orthostatische Hypotension), und wenn eine die symptomatische Behandlung mit den üblichen Maßnahmen erfolglos war. Intravenös ist Ameziniummetilsulfat angezeigt zur Vorbeugung vor bzw. Behandlung von Blutdruckabfall infolge einer Periduralanästhesie und Spinalanästhesie.